# Oued Cheham
Oued Cheham è una città dell'Algeria nella provincia di Guelma nel nord est del Paese.